# Open Universiteit van Catalonië
De Open Universiteit Catalonië of Universitat Oberta de Catalunya (UOC), is een universiteit voor afstandsonderwijs met hoofdzetel in Barcelona maar met studenten wereldwijd en examencentra in Europa en Latijns-Amerika.
De stichting werd opgericht in 1994 en het eigenlijke onderwijs ging van start in het academiejaar 1955-96 met 200 studenten in de afdelingen Bedrijfsbeheer en Psychopedagogie. De universiteit biedt alle graden aan, van bachelor tot doctor. De cursussen worden in het Catalaans en het Spaans gegeven. Formeel is het een privé-universiteit, maar een belangrijk deel van de kosten wordt gedragen door een door de overheid gesteunde stichting zonder winstoogmerk, de Fundació Universitat Oberta de Catalunya. Al in 1997 kreeg de UOC de Europese prijs Bangemann Challenge voor het beste initiatief op het vlak van het afstandsonderwijs.
Het aantal afgestudeerden neemt van jaar tot jaar toe: van 118 in het jaar 2000 tot 6547 in 2011. Er zijn zeven afdelingen, te vergelijken met faculteiten aan een traditionele universiteit: Kunst- & Menswetenschappen, Gezondheidswetenschappen, Informatie- & Communicatiewetenschappen, Recht & Politieke Wetenschappen, Economie & Bedrijfsbeheer, Informatica, Multimedia & Telecommunicatie en Psychologie & Opvoedingswetenschappen.
Voor een groot deel van de leerstof worden de traditionele examens waar mogelijk vervangen door een systeem van permanente evaluatie aan de hand van persoonlijke werkstukken. Ook de bibliotheek bestaat voor meer dan een derde uit E-boeken. De UOC zoekt steeds naar vernieuwing. Zo werd bijvoorbeeld in 2014 een samenwerkingsakkoord met het Museo Reina Sofia in Madrid afgesloten voor een wereldprimeur: de eerste on-line opleiding in Schone kunsten die in 2016 zal beginnen.

## Publicaties
De UOC publiceert dertien wetenschappelijke tijdschriften on-line en is ook actief in vulgariserende publicaties, die op een ruimer publiek mikken zoals:
- LletrA, la literatura catalana a internet Een drietalig internetplatform (Catalaans, Engels en Spaans) over de Catalaanse literatuur dat ook elk jaar de Premi Lletra uitreikt aan een initiatief op het internet dat bijdraagt tot de bevordering van de Catalaanse literatuur.[4]
- Argus[dode link]. Een digitaal maandblad met referenties naar de beste publicaties over literatuur.